# Sojuz-TMA
Sojuz-TMA (ros. Союз-ТМА) – rosyjski załogowy pojazd kosmiczny, 5. generacja statków Sojuz. Została wprowadzona specjalnie na potrzeby lotów na Międzynarodową Stację Kosmiczną (ISS). Ta wersja z wyglądu zewnętrznego była podobna do statków Sojuz-TM, jednak miała przebudowane wnętrze, skonstruowane specjalnie na potrzeby astronautów z USA i innych krajów (podczas 4 pierwszych lotów na ISS musiały być przestrzegane specjalne reguły dotyczące wzrostu i masy ciała uczestników lotu), posiadała również lepszy system spadochronowy oraz szklany kokpit.

## Sojuz-TMA-M
Od 2010 do 2016 wykorzystywana była ulepszona wersja Sojuza-TMA znana dziś jako Sojuz-TMA-M (ros. Союз-ТМА-М). 36 przestarzałych części zostało zastąpionych przez 19 nowoczesnych urządzeń pokładowych, co pozwoliło na zmniejszenie masy pojazdu o 70 kg w stosunku do poprzedniej wersji. Cyfrowy komputer pokładowy Argon oraz analogowe urządzenia pokładowe (używane w statkach Sojuz od ponad 30 lat) zastąpiono nowymi urządzeniami cyfrowymi (Argona zastąpiła nowa jednostka o nazwie CWM-101). Zmiany dotyczyły również materiału dla wnęki instrumentów pokładowych, użyto stopów aluminium. Zabieg ten zmniejszył koszty produkcji.

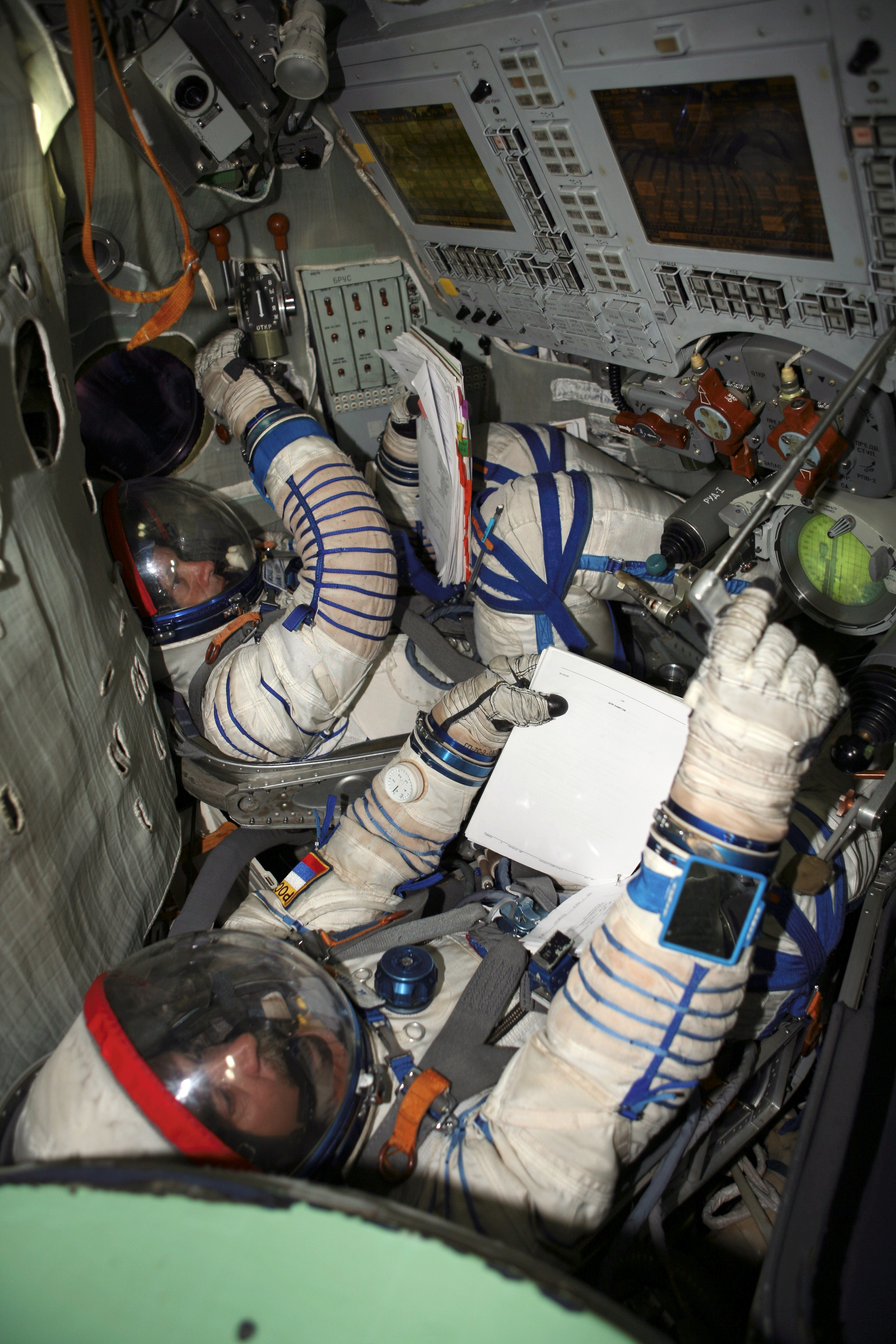
Wnętrze statku Sojuz-TMA